# António Pereira
António Pereira (ur. 4 kwietnia 1888 w Cadaval, zm. 17 lutego 1978) – zapaśnik i sztangista reprezentujący Portugalię, uczestnik igrzysk w Sztokholmie w 1912 roku, igrzysk w Paryżu w 1924 roku oraz igrzysk w Amsterdamie w 1928 roku. Na pierwszych z nich startował w turnieju zapaśników wagi lekkiej, gdzie doszedł do trzeciej rundy. W Paryżu i Amsterdamie startował jako sztangista w wadze piórkowej.